# Kit Bond
Kit Bond, właśc. Christopher Samuel Bond (ur. 6 marca 1939 w Saint Louis, zm. 13 maja 2025 tamże) – amerykański polityk, senator ze stanu Missouri (wybrany w 1986 i ponownie w 1992, 1998 i 2004), członek Partii Republikańskiej. Był gubernatorem stanu Missouri w latach 1973–1977 i 1981–1985.